# Copa FIA para pilotos de rally

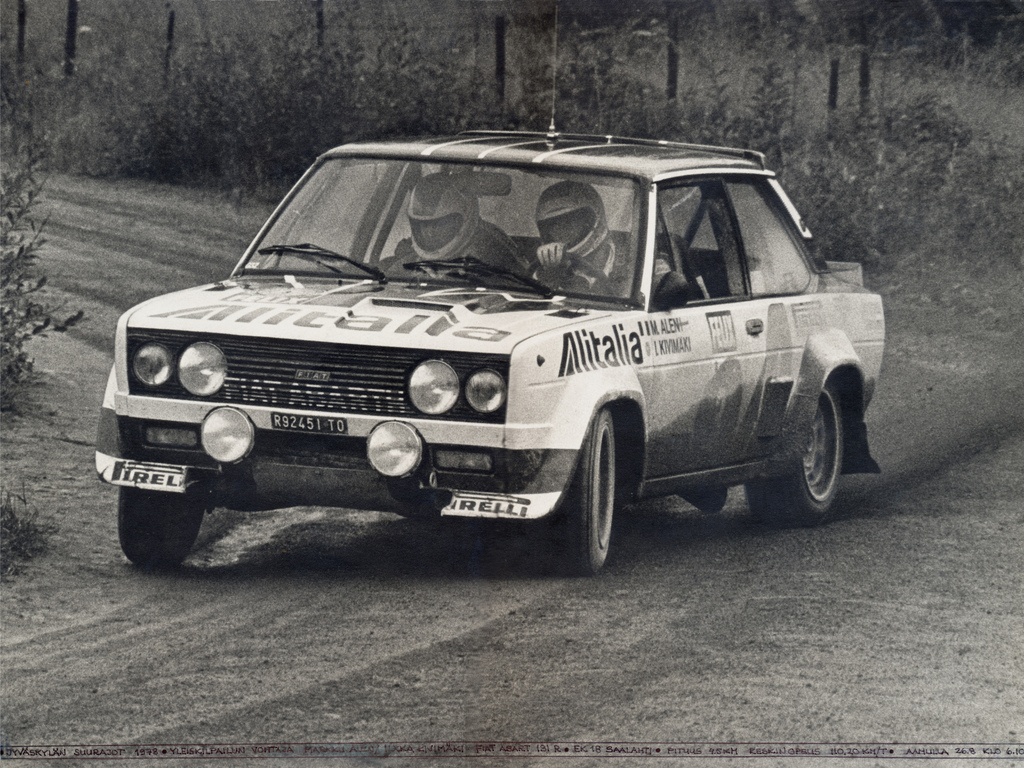
Markku Alén en el Rally de Finlandia de 1978 con Fiat 131 Abarth donde logró la victoria.

La Copa FIA para pilotos de rally, oficialmente FIA Cup for Rally Drivers, fue una competición de rally paralela al campeonato del mundo organizada por la FIA que se disputó entre 1977 y 1978. Se celebró exclusivamente para pilotos y fue la antecesora del campeonato del mundo para pilotos. Desde 1973 hasta 1976 solamente se disputaba el campeonato de constructores.
El primer ganador fue el italiano Sandro Munari que venció a bordo de un Lancia Stratos aventajando en tan solo un punto al sueco Björn Waldegård y cuatro al francés Bernard Darniche.  Munari venció en el Rally de Montecarlo, en el Total Rally South Africa, en parte gracias a la descalificación del piloto local Jan Hettema, y en el Rally San Martino di Castrozza. Por su parte Waldegård vencía en el Rally Safari, Rally Acropolis y Rally de Gran Bretaña y Darniche vencía en el Rally de Polonia, en el Tour de Francia y el Rally de Córcega. El segundo año el vencedor fue el finés Markku Alén que logró cuatro victorias y se impuso al resto de pilotos, esta vez más numeroso.

## Resultados
El primer año se disputó un calendario de veinte pruebas, catorce de ellas en Europa e incluía las pruebas del campeonato del mundo (Montecarlo, Suecia, Portugal, Safari, Acrópolis, Polonia, Finlandia, Canadá, San Remo, Córcega, Gran Bretaña y Costa de Marfil) y varias que eran únicamente puntuables para al Copa FIA. Muchas de las pruebas coincidían casi en las mismas fechas y varios países albergaron más de una prueba, siendo estos Francia con tres pruebas (Montecarlo, Tour de Francia y Córcega), Italia con tres (Giro de Italia, San Martino di Castrozza y San Remo) y Finlandia con dos (Artic y Mil Lagos).
El segundo año el calendario se modificó muy poco. Se disputaron diecinueve pruebas, se cayeron el South Pacific Rally, el San Martino di Castrozza y el Total Rally South Africa y se incluyeron el Rally de Nueva Zelanda y el Scottish Rally.

### Calendario 1977
| N.º | Fecha                   | Rally                           | Superficie       | Info       |
| --- | ----------------------- | ------------------------------- | ---------------- | ---------- |
| 1   | 22 - 28 de enero        | Rally de Montecarlo             | Asfalto / nieve  | Resultados |
| 2   | 4 - 6 de febrero        | Artic Rally                     | Nieve            | Resultados |
| 3   | 11 - 13 de febrero      | Rally de Suecia                 | Nieve / hielo    | Resultados |
| 4   | 1 - 6 de marzo          | Rally de Portugal               | Asfalto / tierra | Resultados |
| 5   | 7 - 11 de abril         | Rally Safari                    | Tierra           | Resultados |
| 6   | 1 - 7 de mayo           | South Pacific Rally             | Asfalto / tierra | Resultados |
| 7   | 28 de mayo - 3 de junio | Rally Acrópolis                 | Tierra / asfalto | Resultados |
| 8   | 12 - 17 de junio        | Giro de Italia Automovilístico  | Asfalto          | Resultados |
| 9   | 5 - 9 de julio          | Total Rally South Africa        | Asfalto / tierra | Resultados |
| 10  | 8 - 10 de julio         | Rally de Polonia                | Asfalto / tierra | Resultados |
| 11  | 26 - 28 de agosto       | Rally de Finlandia              | Tierra           | Resultados |
| 12  | 2 - 4 de septiembre     | Rally San Martino di Castrozza  | Tierra           | Resultados |
| 13  | 14 - 18 de septiembre   | Critérium du Québec             | Tierra / asfalto | Resultados |
| 14  | 15 - 24de septiembre    | Tour de Francia Automovilístico | Asfalto / tierra | Resultados |
| 15  | 4 - 8 de octubre        | Rally de San Remo               | Asfalto          | Resultados |
| 16  | 8 - 12 de octubre       | Southern Cross Rally            | Tierra / asfalto | Resultados |
| 17  | 21 - 23 de octubre      | Rally RACE de España            | Asfalto / tierra | Resultados |
| 18  | 5 - 6 de noviembre      | Rally de Córcega                | Asfalto          | Resultados |
| 19  | 20 - 24 de noviembre    | Rally de Gran Bretaña           | Tierra / asfalto | Resultados |
| 20  | 15 - 20 de noviembre    | Rally de Costa de Marfil        | Tierra / asfalto | Resultados |

### Clasificación final 1977
*Nota: sobre fondo gris, pruebas solo puntuables para la Copa FIA. El resto formaban parte del Campeonato del Mundo y de la Copa FIA.
| N.º | Rally               | MON | FIN | SWE | POR | KEN | NZL | GRE | GDI | TSA | POL | FIN | SMC | CAN | TDA | ITA | SCR | ESP | FRA | GBR | RCM | Total   |
| 1   | Sandro Munari       | 1   |     |     |     | 3   |     |     | Ret | 1   |     |     | 1   |     |     | Ret |     | Ret | Ret | 25  |     | 31      |
| 2.  | Björn Waldegård     |     |     |     | 2   | (1) |     | 1   |     |     |     | 3   |     |     |     | 5   |     |     |     | 1   |     | 30 (39) |
| 3.  | Bernard Darniche    | Ret |     |     |     |     |     |     |     |     | 1   |     |     |     | 1   |     |     |     | 1   |     |     | 27      |
| 4.  | Jean-Claude Andruet | 2   |     |     | 4   |     |     | Ret | Ret |     |     |     |     |     |     | 1   |     |     | Ret |     |     | 18      |
| 5.  | Timo Salonen        |     | Ret |     |     |     |     |     |     |     |     | 2   |     | 1   |     |     |     |     |     | Ret |     | 15      |
| 6.  | Ari Vatanen         |     | 1   |     | Ret | Ret | 2   | Ret |     |     |     | Ret |     | Ret |     | Ret |     |     |     | Ret |     | 15      |
| 7.  | Rauno Aaltonen      |     |     |     |     | 2   |     |     |     |     |     |     |     |     |     |     | 1   |     |     |     |     | 15      |
| 8.  | Marku Alén          | Ret |     | Ret | 1   |     | 3   | Ret |     |     |     | Ret |     | Ret |     |     |     |     |     | Ret |     | 13      |
| 9.  | Fulvio Bacchelli    | Ret |     |     | Ret |     | 1   | Ret | Ret |     |     |     |     |     |     | Ret |     |     | 3   |     |     | 13      |
| 10. | Andrew Cowan        |     |     |     |     | 4   |     |     |     | Ret |     |     |     |     |     |     |     |     |     | Ret | 1   | 12      |
| 11. | Kyösti Hämäläinen   |     | 5   | 5   |     |     |     |     |     |     |     | 1   |     |     |     |     |     |     |     | 6   |     | 12 (14) |
|     | Michèle Mouton      | 24  |     |     |     |     |     |     |     |     |     |     |     |     | 2   |     |     | 1   | 8   |     |     |         |
|     | Stig Blomqvist      |     |     | 1   |     |     |     |     |     |     |     | Ret |     |     |     |     | Ret |     |     | Ret |     |         |
|     | Vittorio Coggiola   |     |     |     |     |     |     |     | 1   |     |     |     |     |     |     |     |     |     |     |     |     |         |
|     | Roger Clark         |     |     |     | Ret | Ret |     | 2   |     | Ret |     |     |     | 3   |     |     |     |     |     | 4   |     |         |
|     | Antonio Zanini      | 3   |     |     |     |     |     |     |     |     | 2   |     |     |     |     |     |     | Ret |     |     |     |         |
|     | Harry Kallstrom     |     |     |     |     | Ret |     | 3   |     | Ret |     |     |     |     |     |     | 2   |     |     |     |     |         |
|     | Bror Danielsson     |     |     | 2   |     |     |     |     |     |     |     |     |     |     |     |     |     |     |     | 10  |     |         |
|     | Simo Lampinen       |     | Ret | 4   |     | Ret | 4   | 4   |     |     |     | Ret |     | 2   |     |     |     |     |     | 7   |     |         |
|     | Maurizio Verini     | Ret |     |     | 5   |     |     | Ret |     |     |     |     | 3   | Ret |     | 2   |     |     | 7   | Ret |     |         |
|     | Raffaele Pinto      | Ret |     |     |     |     |     |     |     |     |     |     |     |     |     | Ret |     |     | 2   |     |     |         |
|     | Hannu Mikkola       |     | 4   | Ret | Ret | Ret |     | Ret |     |     |     | Ret |     |     |     |     |     |     |     | 2   | Ret |         |
|     | Salvador Cañellas   | 4   |     |     |     |     |     |     |     |     | 7   |     |     |     |     |     |     | 2   |     |     |     |         |
|     | Tapio Rainio        |     | 2   |     |     |     |     |     |     |     |     | Ret |     |     |     |     |     |     |     |     |     |         |
|     | Mauro Pregliasco    |     |     |     |     |     |     |     |     |     |     |     | 2   |     |     | 4   |     |     |     |     |     |         |
|     | Giuseppe Bianco     |     |     |     |     |     |     |     | 2   |     |     |     |     |     |     |     |     |     |     |     |     |         |
|     | Roelof Fekken       |     |     |     |     |     |     |     |     | 2   |     |     |     |     |     |     |     |     |     |     |     |         |
|     | Joginder Singh      |     |     |     |     | 5   |     |     |     |     |     |     |     |     |     |     |     |     |     |     | 2   |         |
|     | Anders Kullang      |     |     | 3   |     |     |     |     |     |     |     |     |     |     |     |     |     |     |     | 15  |     |         |
|     | Ove Andersson       |     |     |     | 3   |     |     | Ret |     | Ret |     |     |     |     |     |     |     |     |     |     |     |         |
|     | Tony Fassina        |     |     |     |     |     |     |     |     |     |     |     | 5   |     |     | 3   |     |     |     |     |     |         |
|     | Russell Brookes     |     | Ret |     |     |     |     |     |     |     |     |     |     |     |     |     |     |     | Ret | 3   |     |         |
|     | Jari Vilkas         |     | 3   |     |     |     |     |     |     |     |     |     |     |     |     |     |     |     |     |     |     |         |
|     | Václav Blahna       | 12  |     |     |     |     |     |     |     |     | 3   |     |     |     |     |     |     |     |     |     |     |         |
|     | Hubert Striebig     |     |     |     |     |     |     |     |     |     |     |     |     |     | 3   |     |     |     |     |     |     |         |
|     | Jean-Louis Dumont   |     |     |     |     |     |     |     |     |     |     |     |     |     |     |     |     | 3   |     |     |     |         |
|     | Carlo Pietromarchi  |     |     |     |     |     |     |     | 3   |     |     |     |     |     |     |     |     |     |     |     |     |         |
|     | Jannie Kuun         |     |     |     |     |     |     |     |     | 3   |     |     |     |     |     |     |     |     |     |     |     |         |
|     | Bob Watson          |     |     |     |     |     |     |     |     |     |     |     |     |     |     |     | 3   |     |     |     |     |         |
|     | Jean Guichet        |     |     |     |     | Ret |     |     |     |     |     |     |     |     |     |     |     |     |     |     | 3   |         |

- Referencias[9]

### Calendario 1978
| N.º | Fecha                   | Rally                           | Superficie       | Info       |
| --- | ----------------------- | ------------------------------- | ---------------- | ---------- |
| 1   | 21 - 28 de enero        | Rally de Montecarlo             | Asfalto / nieve  | Resultados |
| 2   | 3 - 5 de febrero        | Artic Rally                     | Nieve            | Resultados |
| 3   | 10 - 12 de febrero      | Rally de Suecia                 | Nieve / hielo    | Resultados |
| 4   | 23 - 27 de marzo        | Rally Safari                    | Tierra           | Resultados |
| 5   | 19 - 23 de abril        | Rally de Portugal               | Asfalto / tierra | Resultados |
| 6   | 29 de mayo - 2 de junio | Rally Acrópolis                 | Tierra / asfalto | Resultados |
| 7   | 3 - 7 de junio          | Scottish Rally                  | Tierra           | Resultados |
| 8   | 6 - 9 de julio          | Rally de Polonia                | Asfalto / tierra | Resultados |
| 9   | 25 - 27 de agosto       | Rally de Finlandia              | Tierra           | Resultados |
| 10  | 2 - 5 de septiembre     | Rally de Nueva Zelanda          | Asfalto / tierra | Resultados |
| 11  | 13 - 17 de septiembre   | Rally de Quebec                 | Tierra / asfalto | Resultados |
| 12  | 16 - 21 de septiembre   | Tour de Francia Automovilístico | Asfalto / tierra | Resultados |
| 13  | 3 - 7 de octubre        | Rally de San Remo               | Asfalto          | Resultados |
| 14  | 13 - 18 de octubre      | Giro de Italia Automovilístico  | Asfalto          | Resultados |
| 15  | 14 - 18 de octubre      | Southern Cross Rally            | Tierra / asfalto | Resultados |
| 16  | 20 - 22 de octubre      | Rally RACE de España            | Asfalto / tierra | Resultados |
| 17  | 21 - 24 de octubre      | Rally de Costa de Marfil        | Tierra / asfalto | Resultados |
| 18  | 4 - 5 de noviembre      | Rally de Córcega                | Asfalto          | Resultados |
| 19  | 19 - 23 de noviembre    | Rally de Gran Bretaña           | Tierra / asfalto | Resultados |

### Clasificación final 1978
*Nota: sobre fondo gris, pruebas solo puntuables para la Copa FIA. El resto formaban parte del Campeonato del Mundo y de la Copa FIA.
| N.º | Rally               | MON | ART | SUE | KEN | POR | GRE | ESC | POL | FIN | NZL | CAN | TFA | ITA | GIA | AUS | ESP | CDM | FRA | GBR | Total   |
| 1.  | Markku Alén         |     | 3   | (3) |     | 1   | 2   | Ret |     | 1   |     | 2   |     | 1   | 1   |     |     |     |     | Ret | 52 (56) |
| 2.  | Jean-Pierre Nicolas | 1   |     |     | 1   | 3   | Ret |     |     |     |     |     | Ret |     |     |     |     | 1   | 7   | 11  | 31      |
| 3.  | Hannu Mikkola       |     |     | 2   |     | 2   |     | 1   |     | Ret |     |     |     |     |     |     |     |     |     | 1   | 30      |
| 4.  | Michèle Mouton      | 7   |     |     |     |     |     |     |     |     |     |     | 1   |     | 4   |     |     |     | 5   |     | 14      |
| 5.  | Russell Brookes     |     |     |     |     |     |     | 7   |     |     | 1   |     |     |     |     |     |     |     |     | 3   | 13      |
| 6.  | Walter Röhrl        | 4   |     |     |     | Ret | (1) |     |     |     |     | 1   |     | Ret |     |     |     |     |     | 6   | 13 (22) |
| 7.  | Bernard Darniche    | 5   |     |     |     | Ret |     |     |     |     |     |     | Ret |     |     |     |     |     | 1   |     | 11      |
| 7.  | Ari Vatanen         |     | 1   | 5   |     | Ret |     |     |     | Ret |     |     |     |     |     |     |     |     |     | Ret | 11      |
| 9.  | Jean Ragnotti       | 2   |     |     |     |     |     |     |     |     |     |     | Ret |     |     |     |     | 3   |     |     | 10      |
| 9.  | Pentti Airikkala    |     |     | Ret |     |     |     | 2   |     | 3   |     |     |     |     |     |     |     |     |     | Ret | 10      |
| 11. | Antonio Zanini      |     |     |     |     |     |     |     | 1   |     |     |     |     |     |     |     | Ret |     |     |     | 9       |
| 11. | George Fury         |     |     |     |     |     |     |     |     |     |     |     |     |     |     | 1   |     |     |     |     | 9       |
| 11. | Tony Carello        |     |     |     |     |     |     |     |     |     |     |     |     |     |     |     | 1   |     |     |     | 9       |
| 14. | Björn Waldegård     |     |     | (1) | 4   | Ret |     |     |     |     |     |     |     |     |     |     |     |     |     | 2   | 9 (18)  |
| 15. | Jean-Claude Andruet | 6   |     |     |     |     |     |     |     |     |     |     | Ret |     |     |     |     |     | 2   |     | 7       |
|     | Vic Preston Jr.     |     |     |     | 2   |     |     |     |     |     |     |     |     |     |     |     |     |     |     |     |         |
|     | Timo Salonen        |     | Ret | Ret |     |     |     |     |     | 2   |     | Ret |     |     |     |     |     |     |     |     |         |
|     | Maurizio Verini     | 8   |     |     |     |     |     |     |     |     |     |     |     | 2   |     |     |     |     |     |     |         |
|     | Timo Mäkinen        |     |     |     | Ret | 7   |     |     |     |     |     |     |     |     |     |     |     |     |     |     |         |
|     | Beny Fernández      |     |     |     |     | Ret |     |     |     |     |     |     |     |     |     |     |     |     |     |     |         |
|     | Henri Toivonen      |     | 2   |     |     | Ret | Ret |     |     |     |     |     |     |     |     |     |     |     |     |     |         |
|     | Franz Wittmann      |     |     |     |     |     |     |     | 2   |     |     |     |     |     |     |     |     |     |     |     |         |
|     | Jim Donald          |     |     |     |     |     |     |     |     |     | 2   |     |     |     |     |     |     |     |     |     |         |
|     | Jean-Louis Clarr    | 22  |     |     |     |     |     |     |     |     |     |     | 2   |     |     |     |     |     |     |     |         |
|     | Colin Bond          |     |     |     |     |     |     |     |     |     |     |     |     |     |     |     |     |     |     |     |         |
|     | Guy Frequelin       | 3   |     |     |     |     |     |     |     |     |     |     |     |     |     |     |     |     |     |     |         |
|     | Rauno Aaltonen      |     |     |     | 3   |     |     |     |     |     |     |     |     |     |     |     |     |     |     |     |         |
|     | Shekhar Mehta       |     |     |     | Ret |     | 3   |     |     |     |     |     |     |     |     |     |     |     |     |     |         |
|     | Anders Kullang      | 9   |     | Ret |     | 6   | Ret |     |     | 7   |     | 3   |     |     |     |     |     |     |     |     |         |
|     | Francis Vincent     |     |     |     |     |     |     |     |     |     |     |     |     | 3   |     |     |     |     |     |     |         |
|     | Sandro Munari       | Ret |     |     |     | Ret | Ret |     |     |     |     |     |     | Ret |     |     |     |     |     |     |         |
|     | Jorge de Bragation  |     |     |     |     |     |     |     |     |     |     |     |     |     |     |     |     |     |     |     |         |
|     | Roger Clark         |     |     |     |     |     |     | 3   |     |     |     |     |     |     |     |     |     |     |     |     |         |
|     | Salvador Cañellas   |     |     |     |     |     |     |     | 3   |     |     |     |     |     |     |     |     |     |     |     |         |
|     | Paul Adams          |     |     |     |     |     |     |     |     |     | 3   |     |     |     |     |     |     |     |     |     |         |
|     | Chris Sclater       |     |     |     |     | Ret |     |     |     |     |     |     | 3   | Ret |     |     |     |     |     |     |         |
|     | Wayne Bell          |     |     |     |     |     |     |     |     |     |     |     |     |     |     |     |     |     |     |     |         |